# Cessna 152
Cessna 152 oz. C152 je dvosedežno šolsko enomotorno letalo ameriškega proizvajalca Cessna, certificirano po FAR-23 (za ZDA) oz. EASA CS-23 (za EU) za VFR, IFR, NVFR in nočni IFR ter Aerobat tudi za ACRO. Uporablja se za: osnovno šolanje pilotov, nočno šolanje, inštrumentalno šolanje, šolanje inštruktorjev letenja, šolanje reševanja iz nepravilnih položajev, za letenje formacij, za nabiranje naleta bodočih poklicnih pilotov oz. inštruktorjev letenja ter za športno letenje aeroklubov, variante Aerobat pa še za akrobatsko šolanje. Po mnenju mnogih je najboljše šolsko letalo, zato se veliko letalskih šol raje odloči vzdržljiva stara letala kompletno obnoviti, kot pa da bi jih zamenjali za novejša. Uporablja jo tudi preko deset vojnih letalstev. Ena-pet-dva je eno izmed najbolj popularnih letal v zgodovini, saj je najbolj številčno proizvajano sodobno civilno dvosedežno letalo. C152 je bila razvita v konkurenci: Beechcraft Skipper, Piper Tomahawk in Grumman American AA-1 ter kasneje DA20-C1 Eclipse, če seštejmo vse proizvedene konkurente skupaj jih je C152 presegla v številu proizvedenih letal. C152 že več desetletji ni več v proizvodnji, vendar se še vedno uporablja veliko število letal, mnogo jih ima danes že preko 15.000 ur in 60.000 pristankov ter so še vedno v redni uporabi. Predpisan resurs letala s strani Cessne je 30.000 ur. Cenovno je bila nova Cessna 152 precej dražja in konstrukcijsko močnejša od Cessne 172, saj je bila narejena v osnovi kot robusten trenažer. C152 poganja robusten 3,82 litrski štirivaljni bencinski bokser motor Lycoming O-235, ima podvozje tipa tricikel in dvokraki propeler McCauley. C152 bo z ustreznim vzdrževanjem lahko ostala v uporabi vsaj do leta 2060.

## Karakteristike
Skupaj so zgradili 7 584 letal v 8 letih (1977-85), med njimi je 7188 utility 152 in F152 ter 396 Aerobat-ov akrobatskih A152 in FA152, v ZDA je bilo sestavljenih 6988 letal in v Franciji 596 letal. Proizvodnja je bila zaključena ker Cessna v letih 1985-1996 ni proizvajala batnih letal, zaradi spremenjene zavarovalniške zakonodaje. Cessne 152 imajo samo 4 modelne variante (vse imajo Lycoming O-235, tudi akrobatski modeli):
- C152, Cessna 152 – standardni model (CS 23 Utility + 4,4 g, − 1,76 g) ZDA: 6673 letal
- A152, Cessna 152 Aerobat (C152A) – akrobatski model (CS 23 Aerobatic + 6,0 g, − 3,0 g)  ZDA: 315 letal
- F152, Reims Cessna 152 – standarni model (CS 23 Utility + 4.4 g, − 1,76 g) Francija: 515 letal
- FA152, Reims Cessna 152 Aerobat (F152A) – akrobatski model (CS 23 Aerobatic + 6,0 g, − 3,0 g) Francija: 81 letal

Manevrske karakteristike variant 152 (odobreni manevri):
- C152 in F152: šandela, lena osmica, ostri zavoj, prevlečenje, vrij (CS 23 Utility + 4,4 g, − 1,76 g )
- A152 in FA152 Aerobat: šandela, lena osmica, ostri zavoj, prevlečenje, vrij, luping, sodček, valček s krilci, pozitivni dinamični valček, kubanska osmica, immelmann, raversman (CS 23 Aerobatic + 6,0 g, − 3,0 g)

Aerobat modeli imajo vsi dodane elemente:
- Dodatna okna nad sedeži
- Vrata kabine opremljena z mehanizmom za hitro odmetavanje
- Polni akrobatski pasovi
- G-meter
- Odstranljive sedežne blazine za prostor padala
- Okrepljeni glavni in repni nosilec

Pri vseh 4 modelnih variant je bilo na voljo veliko opcijske avionike. C152II in C152T nista različna modela ali variante, ampak sta samo opcije, ki jih je bilo mogoče kupit poleg osnovne C152:
C152 II oz. Nav Pac paket opreme, ki je vključeval bolj kvalitetno avioniko za IFR letenje in dodatno notranjo opremo, zaradi česar ima malo večjo osnovno težo.
C152 T paket opreme za letalske šole, pri čemer je »T« označeval »trener« in ne podmodela.
C152 Aviat je generalno obnovljena Cessna 152, ne gre za nova letala ampak jih v ZDA družba Aviat generalno obnovi, obnovljena letala so cenjena na $164.640.
Cessna 152 ostaja eno najoptimalnejših klasičnih ameriških letal za aeroklube zlasti zaradi zelo ugodnega vzdrževanja, robustnosti in kot kvaliteten vstopni model v raznoliko Cessnino floto, poleg tega je tudi zelo varno zaradi textron-ovih neporušnih preiskav spremljanja stanja konstrukcije, trenutno je v temu še ni premagal nobeden drugi model. 

## Razvoj
Prvo C152 so dobavili leta 1977. Cessno 152 so zgradili na podlagi prehodno uspešnega modela Cessna 150, le-to pa na podlagi predhodnih modelov Cessna 140 in Cessna 120. C152 ima zmogljivejši in zanesljivejši motor kot C150 ter večjo kabino ter največji odklon zakrilc zaradi varnosti zmanjšan s 40 ° na C150 na 30 ° pri C152. Cessna 152 je konkurirala letalom Beechcraft Skipper in Piper Tomahawk, vsa letala so predstavili istega leta, pred tem je bil konkurent še Grumman American AA-1. Večino 152-k  so zgradili v Cessnini tovarni v mestu Wichita, Kansas, ZDA, licenčno so jih proizvajali tudi v Franciji pri podjetju Reims Aviation pod oznako F152/FA152, francoske verzije so imele dodaten proti korozijski primer od znotraj. Leta 1985 se je prozvodnja zaključila, ko je Cessna začasno končala proizvodnjo vseh enomotornih batnih letal zaradi spremembe zakonodaje v ZDA, v Franciji je bilo v letu 1986 sestavljenih še zadnjih 9 letal.
Leta 2007 je Cessna oznanila novo lahko športno letalo C162 Skycatcher, ki ga je poganjal šibkejši manj kakovostni Continental O-200 s 100 KM, proizvodnja tega letala se je zaradi neuspeha končala leta 2013. Model je bil certificiran samo za trg ZDA kot LSA in ni imel FAR-23 certifikata (ali EASA CS-23), kar je še dodatno skrčilo trg zanimanja in možnosti resnega šolanja pilotov ter onemogočila vstop na trg EU. C162 Skycatcher se ni obnesel na trgu, tudi vzdržljivost in varnost letenje je bila s C162 precej nižja.
Kritiki so zapisali:
| “ | Napovedujejo, da bo Cessna 152 z ustrezno nadgradnjo avionike in vzdrževanjem konstrukcije letala ostala v operativni uporabi v letalskih šolah do leta 2050, saj ji 30.000 ur življenske dobe omogoča letenje 420 ur na leto, celih 70 let! | ” |

| “ | V prvih petih desetletjih operativne uporabe C152 še ni na voljo boljšega konkurenčnega letala glede na: operativne stroške, robustnost, certifikate (NVFR, IFR, ACRO), hitrost (TAS do 108 kts), motor TBO (2600h) in preprostost. | ” |

| “ | Dobra šolska letala odlikuje: masovna proizvodnja, dejstvo, da so več kot 30 let po zaključeni proizvodni še vedno v dnevni uporabi za šolanje in da letala raje obnavljajo kot da bi jih upokojili in zamenjali za novejša vse to najdemo pri 152. | ” |

| “ | Cessna 152 pri dolgotrajni več desetletji uporabi v organizacijah predvsem pripelje pilote žive na zemljo. | ” |

| “ | Cessna 152 je preprosto tako dobra, da jo nekateri danes ponovno odkrivajo kot optimalni šolski trenažer. | ” |

| “ | Če pilot popolnoma razbije Cessno 152 in izstopi nepoškodovan, z svojo tehniko letenja v drugem tipu letala gotovo nebi preživel. | ” |

| “            | Če govorimo o vzdrževanju, je pravilno vzdrževana Cessna 152 skoraj neuničljiva, saj z lahkoto prenese pogosto stroge zahteve uporabe letalske šole. | ” |
| —Joanne Ford | |   |

| “     | Cessna C152 je trdno, dobro izdelano in zanesljivo letalo, ki ima dolgo zgodovino uporabe kot trenažno in stroškovno zelo učinkovito osebno letalo. | ” |
| —AOPA | |   |

Med časom 152 so se pojavila nova šolska letala in se upokojila, medtem ko 152 ostaja v redni uporabi. Od zaključka proizvodnje C152 ni pravega naslednika ali konkurenta, ki bi lahko prevzel nalogo osnovnega šolanja pilotov in novih inštruktorjev letenja, ne glede nato, da je na voljo nekaj tipov sodobnih dvosedežni letal, kot je na primer Diamond DA20 ali Aquila A210, ki so se v letalskih šolah izkazali kot prenežni za masovno šolanje in številčne pristanke, ki jim C152ke kljubujejo kljub visoki spoštljivi povprečni starosti leteče flote. Vse Cessna 152 lahko delajo Vrij, če imajo opravljene AD Note (AD 2009-10-09) - motiran kit komplet (P/N SK152-25), zato so tudi primerne za UPRT trening, novejša EASA CS-23 letala niso bila razvita za takšne manevre plus danes ni nobene variante (kot je Aerobat) novega dvosedežnega šolskega letala, ki bi bilo hkrati primerno za akrobacije in ugodnega nabiranje naleta pilotov ter osnovno šolanje PPL(A) pilotov. V Sloveniji je dolgoletni operator šolske flote letal C152 Letalski center Maribor.

### Razlike med 150 in 152
Konstrukcija letal C150 in C152 je zelo podobna, vendar obstajajo pomembne razlike. Najbolj opazen je povečan navpični stabilizator na C152, ki ji daje boljšo odzivnost in rokovanje, podolgovati zaključki in aerodinamični prehodi med deli C152, ki segajo do zadnjih stekel kabine in oblika pokrova motorja. Montaža vertikalnega in horizontalnega stabilizatorja je modificirana in predvsem ojačana. V turbulenci se C152 boljše odziva kot C150. Druga razlika v zunanjem videzu je vidna za propelerjem v bližini jermenskega pogona alternatorja. Tehnično pomembna razlika je tudi napetost v električnem sistemu, ki je pri modelu C150 14V DC, pri modelu C152 pa 28V DC (baterije so 12V oziroma 24V), kar drastično izboljša zanesljivost baterije za zagon v hladnem okolju. C150 ima 14V 50 A alternator (700 W) medtem ko ima C152 28V 60A alternator (1680 W). Požarna stena skupaj z nosilcem podvozja in nosne noge na letalih C152 velja za najboljšo v svoji kategorijo, saj je zvarjena v en trden kos, C150 ima nekoliko šibkejšo zasnovo. Vetrobransko steklo na C152 je nekoliko aerodinamično modificirano na pram C150. C152 ima nekoliko večji motorni prostor spredaj v primerjavi z C150, tudi linije motorskega prostora pri C152 so modificirane zaradi aerodinamike. Pri C152 je večja količina uporabnega goriva pri istem volumnu kot C150 zaradi izboljšav v zasnovi. Vse C152 imajo brzinomer v vozlih C150 v statutnih miljah. Zakrilca na C150 se selektirajo brez stopensko C152 ima zareze na 10°,20° in 30°, kar je mnogo varnejše posebej pri nočnem letanju (veliko C150 je imelo težave ker so hotele poleteti s polnimi zakrilci zaradi nerodne zasnove stikala). Zaradi večjega odklona zakrilc pri C150 (do 40°) obstaja večja nevarnost zasenčenja komand repa kot pri C152. Cessna C150 ima odrezano konico propelerja medtem ko ima C152 špičasti zaključek, ki ima večjo učinkovitost. Cessna 152 ima močno ojačano podvozje in spremenjeno montažo. Nevarnost nenamernega vrija na C152 je skoraj odpravljena v primerjavi z C150, kjer so bile številne nesreče učencev, ki so letalo nenamerno prevlekli in padli v vrij, statistično je bilo izračunano za obdobje 1980-2006, da se na 10 nenamernih izgub vzgona na C150, zgodi samo en tak dogodek na C152 oz. glede na število  ur v zraku je faktor tveganja za tak dogodek na C150 16 krat večji.
Motor na letalih C150 je Continental O-200 s kontinuirano močjo 90 konjev in vzletno močjo 100 konjev pri 2800 RPM, medtem ko je na modelih C152 Lycoming O-235 s kontinuirano močjo 110 konjev pri 2550 RPM. Vizualno se ločita po dvojni izpušni cevi Continentala O-200 in enojnem izpuhu na Lycomingu O-235. Konstrukcijsko ima Continental O-200 uplinjač odmaknjen od vročih delov in je zato bistveno bolj nagnjen k zaledenitvi, kar ima za posledico, da je potrebno bistveno več uporabljat gretje uplinjača že pri tako šibkem motorju za razliko ima Lycoming O-235 uplinjač pod vročim oljnim koritom, ki seva po njemu in ima motor bistveno manjšo tendenco k zaledenitvi uplinjača. C152 je tudi tišja zaradi nižjih obratov delovanja kot C150. Cessna 152 ima že tovarniško vgrajen oljni hladilnik, ki izdatno hladi olje v vročih dneh, C150 ga nima. Čas menjave olja je pri originalnem letalu C150 je pri 25h pri 152 na 50h zaradi druge-boljše zasnove oljnega sistema. Resursi motorjev med remonti so različni, C150 ima 1800h medtem, ko ima C152 2600h. S temi posodobitvami so Cessnini projektanti znižali ceno obratovanja C152 na pram C150, hkrati pa so odpravili ključne pomanjkljivosti in izboljšali letalo.

## Moduli letala

### Konstrukcija letala
Konstrukcija letala je v celoti kovinska, predvsem iz toplotno obdelane aluminijeve zlitine 2024-T3 Al z bakrom kot primarnim zlitinskim elementom. Zlitina 2024-T3 ima končno natezno trdnost 400–430 MPa in mejo tečenja najmanj 270–280 MPa ter raztezek 10–15 %, poleg osnovnega aluminija vsebuje še pomembne zlitinske elemente: baker, magnezij in mangan. Komponente, kot so konice kril, notranje obloge in prevleke prehodov so izdelane iz plastike ojačane s steklom. Trup je semi-Monocoque z navpičnimi pregradami in okvirji, povezanimi z nosilci, ki potekajo po dolžini trupa. Model iz leta 1978 ima enodelno nosno pločevino, ki zahteva odstranitev propelerja, da jo odstranite. Modeli od leta 1979 imajo modificirano deljeno nosno pločevino, ki jo je mogoče odstraniti, ne da bi odstranili propeler. V letu 1984 so pristajalno luč premaknili iz nosa na levo krilo. Pri C152 je pozicija sedišča je bistveno bolj nazaj pod centrom krila kot v Cessni 172, zaradi česar je 152 bolj priljubljena pri inštruktorjih letenja in nabiralcih naleta ker nudi več sence, kar je izdatno pomembno za udobje po več urnem šolanju ali dolgotrajnem letenju.

### Krilo
Krilo je do upornic pravokotne oblike naprej pa trapezne oblike z zoženim zunanjim delom (ang. constant chord with tapered outer section). 
Krilo ima geometrijsko zvitje 1 stopinje (tetiva konice krila ima 1 stopinjo nižji vpadni kot kot tetiva na koncu sekcije s konstantno širino) in aerodinamično zvitje (profil v korenu krila je NACA 2412, ki preide v profil NACA 0012 na konicah krila). Zvitja omogočata večjo učinkovitost krilc pri prevlečenem letu in povzročita, da se letalu vzgon poruši najprej v korenu krila, ki sprošča vrtince, ki udarjajo v stabilizator in opozarjajo pilota, letalo je pri tem še vedno opravljivo.
Krilo ima 1 stopinjski dihedral za vzdolžno stabilnost in 1 stopinjski konstrukcijski kot (kot med tetivo profila in vzdolžno osjo zrakoplova), ki znaša 1° v korenu. Krila so povezano s trupom z tipično Cessnino upornico. Krilo C152 je tehnično gledano kompleksnejše (pol trapez s spreminjajočim profilom in zvitjem) od njenih konkurentov: Piper 38, Beechcraft 77, Grumman American AA-1 za katere je značilno, da je oblika krila pravokotna in se profil vzdolž krila ne spreminja. Je predvidljive karakteristike, ki odpušča številne napake, zaradi česar je koristno za učenje, saj ima odlično manevriranje tudi pri nizki hitrosti. Ravno temu napredenemu načrtovanju Cessne pri modelu C152 predpisujejo njene uspehe na trgu enomotornih dvosedežnih šolskih letal EASA CS-23 (FAA FAR23).

### Podvozje
Cessna 152 je opremljena s fiksnim podvozjem tipa tricikla. Glavno podvozje ima jeklene noge z okroglimi polnimi cevmi, obdane z aerodinamičnim ohišjem po celotni dolžini in s stopnico za dostop do kabine.  Medosno razdaljo glavnih koles je 7 ft 7 in (2,31 m).  
Nosno kolo je povezano z nosilcem motorja in ima hidravlično blaženje normalnih obremenitev. Nosno kolo je mogoče krmiliti z pedali 8,5 stopinj na obe strani nevtralnega položaja in se lahko vrti pri diferencialnem zaviranju do 30 stopinj na obe strani nevtralnega položaja. S krmilnimi pedali je povezan preko vzmetne povezave. Nosna noga je opremljena z hidravličnim dušilcem premikanja po smeri (Shimmy Damper). Nosna noga je del izjemno toge varjene konstrukcije nosilca motorja, ki povezuje požarno steno, motor in nosno kolo ter velja za izjemno trpežno in odpušča mnogo več pilotskih napak kot katerakoli drugi tip letala, saj ima C152 izjemno ojačano konstrukcijo iz izkušenj prehodnih modelov C150. Letalske šole izjemno cenijo konstrukcijsko izvedbo nosne noge, saj bi se pri trših pristankih na večji C172 zvila požarna stena, medtem ko C152 te obremenitve absorbirajo brez poškodb. Način, da se Cessna 152 poškoduje pri pristanku je, da se jo prevleče nad stezo ter letalo udari na nosno nogo brez vzgona na krilih, običajno G obremenitev pri temu preseže največjo dovoljeno obremenitev letala in se deformira tudi trup pogosto tudi poči, zloži se nosna noga in uniči se propeler ki zadane tla ter zvijejo se glavne noge, seveda bi se bilo katero ostalo letalo uničilo ob takšnem trčenju z tlemi, vendar jo piloti tipično v C152 dobro odnesein ostanejo nepoškodovani.   
Zavorni sistem je sestavljen iz sklopov enojnih kolutnih zavor, ki so nameščeni na glavno prestavo in jih upravlja hidravlični sistem. Zavore se upravljajo s pritiskom na zgornji del krmilnih pedalov. Pri taksiranju je mogoče uporabiti diferencialno zaviranje, kar omogoča zelo ozke zavoje.  
Cessna C152 je opremljena z ne tipičnim hidravličnim parkirnim zavornim sistemom. Parkirni zavorni sistem je sestavljen iz krmilnega gumba na instrumentni plošči, ki je povezan s povezavo na glavnih zavornih valjih. Pri glavnih zavornih valjih krmilni element upravlja zaklepne plošče, ki zadržijo tlak v sistemu, potem ko so bile batnice glavnega zavornega valja pritisnjene s prstnim delovanjem pedalov. Če želite sprostiti parkirno zavoro, pritisnite pedala in potisnite krmilni gumb do konca notri. 
Parkirna zavora deluje na sledeč način: 
1. pritisnete obe nožni zavori,
2. povlečete ročico "parkirne zavore" na pilotovi levi strani,
3. sprosti prsne zavore,
4. spusti ročico "parkirne zavore" s tem je parkirna zavora je stisnjena in ohranja tlak v sistemu
5. zavore sprosti pilot s ponovnim pritiskom na prstne zavore in potisnete kontrolni gumb do konca notri

Standardne uporabljene pnevmatike so 6.00-6 na glavnih kolesih in 5.00-5 na nosnem kolesu. Tlak v glavnih pnevmatikah je 21 PSI v nosnem kolesu pa 30 PSI.

### Motor
Vse Cessne 152 imajo preizkušen štirivaljni zračnohlajeni bokser Lycoming O-235 z delovno prostornino 3,82 litra, ki je v proizvodnji od leta 1942. Ta motor je 22% močnejši in kvalitetnejši od Conitinetala O-200, ki je bil v Cessni 150 in uporablja bolj kvalitetno gorivo 100LL (low lead) AVGAS. Uporablja poletno olje W100Plus ali W80Plus pozimi v zmernih klimatskih pogojih. Motor ima najdaljši čas med obnovo (TBO): 2600 ur (2020 tovarniški motorji ZDA), kar je največ kar dosegajo batni motorji. Pogonska gred je direktno povezana s propelerjem brez reduktorja. Nosilec motorja je skonstruiran na podlagi izkušenj iz predhonice C150 in velja z ojačano požarno steno za izjemno trepežnega, tudi pri trših pristankih učencev. Letala proizvedena med letoma 1977 in 1982 so imele tovarniško Lycoming O-235-L2C s 110 KM pri 2550 vrtljajih. Potem so zaradi težav z nalaganjem svinca, predvsem pri ameriškem zelenem avgasu spremenili motor v O-235-N2C, ki je imel spremenjen bat in zgorevalno komoro in je razvil 108 KM pri 2550 vrtljajih. Danes imajo overholirana letala po večini O-235-L motorje. Modeli od leta 1980 dalje so imeli pospeševalno črpalko vezano na plin, ki pri nenadnem dodajanju plina trenutno obogati zmes.

### Kontrole letenja
Dvojni krmiljeni volan je na voljo kot dodatna oprema na Cessni 152 in skoraj vse C152 imajo to opcijo inštalirane. Krmilne palice so povezane z Y povezavo in kontrolenga kolesa z pletenicami krilc preko verige. 
Krilca so diferencialne izvedbe (kompenzacija protismernega zavijanja) in se premikajo za 20 stopinj navzgor in 15 stopinj navzdol. Krilca a so tipa Frise (s špranjo) za kompenzacijo protismernega zavijanja. Sprednji del ima anti-flutter stabilizacijske uteži.
Zakrilca z eno režo so tipa Fowler (fowler flaps), ki so električno upravljajo in se odklonijo do največ 30 stopinj. Smerno krmilo se lahko premakne za 23 stopinj na obe strani in je opremljeno z zemeljsko nastavljivim trim kovinskim jezičkom, smerno krmilo ima aerodinamična kompenzacijo (rudder horn balance). 
Višinsko krmilo se odkloni za 25 stopinj navzgor in 18 stopinj navzdol, krmilo ima aerodinamična kompenzacijo (elevator horn balance). 
Trimer višinskega krmila je nastavljiv in je nameščen na desnem delu višinskega krmila, pilot ga upravlja z koleščkom na sredini krmilne konzole. Višinski trimer se premika za 10 stopinj navzgor in 20 stopinj navzdol glede na tetivo višinskega krmila.

### Rezervoarji
Cessna 152 ima t.i. standardne rezervoarje s prostornino 26 US Gal ali t.i. rezervoarje z dolgim dosegom 39 US Gal, ki ji omogočajo, da ostane v zraku do 7 ur. Rezervoarji so trdne vložene posode v konstrukcijo krila, vsako krilo ima svoj rezervoar, ki sta med seboj povezana z prezračevalno pretočno cevjo. Gorivo iz rezervoarjev odteka na dveh odjemnih mestih po rezervoarju, ki se združita v trupu in teče gravitacijsko iz obeh rezervoarjev do skupne požarne pipe in naprej proti motorju. Levi rezervoar na pilotski strani ima tudi oddušnik na spodnji strani krila. 

## Posodobitve
Glede na to, da je bilo letalo zasnovano v koncu 1970ih s takrat razpoložljivo avioniko, se danes z STC-ji (certificiranimi naknadno vgrajenimi moduli) izvaja retrofiting in se letala opremlja s sodobnejšo avioniko. 
Med tipičnimi posodobitvami so: 
- Garmin GI-106B CDI VOR/LOC/GPS analogni indikator,
- Garmin G5 PFD in HSI (manjši zaslon),
- Garmin G3X (večji zaslon),
- Garmin GTN650 s satelitsko RNAV navigacijo z možnostjo uporabe PBN (naslednik predhodnika G430W),
- Garmin GFC500 avtopilot s funkcijo letenja po proceduri na osnovi GNSS, VOR ali ILS,
- Garmin GTX345 ADS-B In/Out S-mode transponder za ADS-B in sprejemanjem ter oddajanjem informacije o drugem prometu kot neke vrste TCAS,
- Garmin GMA345 avdio paneli z vgrajenim interkomom možnost povezave bluetooth,
- Garmin GI 275 Engine Indication System elektronski prikazovalniki EGT in CHT,
- Elektronskimi prikazovalniki ravni goriva z novimi merilniki v rezervoarjih

Zaradi možnosti retrofitinga ob dobrem vzdrževanju trupa, strojnih in električnih sistemov imajo C152 prihodnost uporabe v letalskih šolah do leta 2050, podobno kot KC-135, U-2, Tu-95, An-12, A300, DC-8 in B-52 kjer so uporabili iste pristope retrofitiranja in jim podaljšali operativno rabo na preko 90 let.
Retrofiting oz. naknadno opremljanje je dodajanje nove tehnologije ali funkcij starejšim sistemom. Naknadno opremljanje oz. retrofiting zmanjša potrebo po popolni zamenjavi letal, zelo ugodno vpliva na okolje, saj preprečuje dodatne izpuste v okolje, ki jih povzroči proizvodnja nepotrebnih novih letal in podaljša življenjsko dobo obstoječim letalom, kateri so svoje okolijske obremenitve že povzročili pred več desetletji.

## Kulturni vpliv
C152 je zelo dostopno letalo in je bila temu primerno množično uporabljena v filmih:
- Somewhere, Tomorrow 1983
- Prime Risk 1985
- Thaai Naadu 1989
- Do or Die 1991
- Radio Flyer 1992
- Whispers in the Dark 1992
- Kismat 1995
- Rosamunde Pilcher - Wolken am Horizont 1995
- S.W.A.T. 2003
- Prison Break: The Final Break 2009
- Altitude 2010
- Somewhere Beyond the Mist 2017
- Captain Marvel 2019

Letalo je tudi popularno v simulacijah in video igricah:
- Microsoft Flight Simulator 2020
- Microsoft Flight Simulator X: C152 Steam Edition 2018
- Extreme Car Driving Simulator 2015
- Saints Row: The Third 2011
- Call of Duty: Black Ops 2010
- SimCity 4 2003

## Uporabniki

### Civilni uporabniki
152 je zelo priljubljena pri letalskih akademijah, letalskih šolah in aeroklubih ter nabiralcih naleta, veliko jih leti tudi v zasebni lasti. Letalo je zaradi svoje robustnosti in vzdržljivosti bazično letalo velikih letalskih akademij, saj se na trgu še ni pojavil resen konkurent, ki bi ga naredili v takem številu in bi lahko kljuboval resursu 152 30000 ur in čas med menjavo motorja 2600 ur (original tovarniško izdobavljen Lycoming). C152 je kvalitetno certificirano letalo (CS-23 oz. FAR23) in podpira največji arzenal mogočih programov šolanja (PPL, NVFR, IFR, FI, A-UPRT, ACRO). V primerjavi z večjo C172 manjša C152 oprosti mnogo večje napake pri pristankih, saj je konstrukcijsko bistveno močnejša, tudi sveder (kovit) se v C152 naredi mnogo lepše kot C172. Ocenjena operativna doba letala v akademijah je do leta 2050.
 ZDA
- Hillsboro Aero Academy: 43 letal
- Riverside Flight Center: 20 letal
- Sunrise Aviation’s
- Wayman College of Aeronautics[5]

 Brazilija
- EJ Escola de Aviação: 25 letal od tega 5 Aerobatov (PR-BEJ, PR-EJV, PR-EJW, PR-EJM, PR-EJX, PR-EJZ,  PR-EJQ, PR-EJS, PR-EJR, PR-EJY, PR-EJN, PR-SKN, PR-HFE, PR-IDE, PR-SKX, PR-SKF, PR-EEJ, PR-EBJ, PT-WQO, PP-ACO, PP-IPN) Aerobati: (PR-SKL, PR-HFG, PR-SKU, PR-EJO, PR-SKU)
- Aeroclube de Pará de Minas: 14 letal (PR-VOI, PR-VOW, PR-VOB, PR-VOP, PR-VOC, PR-VOZ, PP-LJV, PR-IGU, PR-TBT, PR-BTB, PR-THI, PR-MLB, PR-JPL)

 Avstralija
- Royal Aero Club of WA: 12 letal (VH-BFC,VH-BFT, VH-BFV, VH-FWM, VH-IBP, VH-JBX, VH-RCF, VH-RWF, VH-RWQ, VH-RWY, VH-TNO, VH-UWC)
- Colville Aviation Services: 3 letala (VH-BXU, VH-EGY, VH-FUV - Aerobat)

 Nova Zelandija
- Mainland Air: 9 letal (5 konzerviranih)

 Italija
- Aviomar Flight Academy: 8 letal (I-ADAA, I-AMCZ, I-AMDB, I-AMDJ, I-BJBB, I-BOYA, I-AMDK, I-CSMA)

 Nemčija
- Aviation Training Center Freiburg: 7 letal (D-EYPE, D-EABZ, D-EOCB, D-EHOZ, D-EITK, D-EMIT, D-EFMU)

 Španija
- Aeroclub Barcelona Sabadell: 5 letal (EC-ERV, EC-EXL, EC-DMC, EC-DKN, EC-DRV, EC-DXX crashed 1997)
- AFN Aeroflota del Noroeste: 4 letala (EC-MNO, EC-JEK, EC-IEK, EC-MFF)

 Združeno kraljestvo
- Take Flight Aviation: 5 letala (G-BPEU, G-BPBK, G-OWOW, G-FIGA, G-HART)

 Avstrija
- Austrian Airlines: 4 letala (OE-CMP - Aerobat, OE-CEA, OE-CEB, OE-CMR) 1991-2016

 Izrael
- Moonair Aviation: 4 letala (4X-CSN, 4X-ARW, 4X-CGB, 4X-CHC)

 Slovenija
- Letalski center Maribor: 4 letala (S5-DLC, S5-DMG, S5-DMI, S5-DLD) 2000-danes

### Vojaški uporabniki
152 je v vojaški uporabi za potrebe: selektivnega letenja, osnovnega usposabljanja, nočnega letenja, osnov inštrumentalnega letenja, formacijskega letenja, trenažno letenje in variante Aerobat za pozitivne osnovne akrobacije. V operativni uporabi jih odlikuje izjemno dolga življenjska doba modulov, ekonomična poraba goriva, dobra dobavljivost rezervnih delov, enostavno vzdrževanje in velika odpornost na utrujenost materiala zaradi močne konstrukcije osnovne platforme letala ter ponuja vrsto opcijo za retrofitiranje z novo avioniko kot tudi z nosilci na upornicah.  
 Bolivija
- Bolivian Air Force: 12 letal 1987-

 Mehika
- Mexican Navy: 7 letal 1979-

 Bangladeš
- Bangladesh Army: 5 letal A152 Aerobat 1982-

 Argentina
- Argentine National Gendarmerie: 3 letala 2004-

 Peru
- Peruvian Army: 3 letala 1991-2015, 2 letali 2015-

 Panama
- Panamanian National Aeronaval Service: 2 letali 2003-

 Bocvana
- Botswana Defence Force Air Wing: 2 letali A152 Aerobat

 Gabon
- Gabonese Air Force: F152

 Lesoto
- Lesotho Defence Force: A152 Aerobat

 Ekvador
- Ecuadorian Air Force

 Haiti
- Haiti Air ForceCessna 152 II S2-AEY  Arirang AviationCathay Pacific B-747 in C152

## Tehnične specifikacije (Cessna 152)
Podatki iz Cessna 152 Pilot's Operating Handbook
Splošne karakteristike
- Posadka: 1 pilot + 1 inštruktor
- Število sedežev: 2 sedeža
- Tovor: 
⦁ Max uporabna teža: 575 lb (261 kg) 
⦁ Max teža v prtljažniku: 120 lb (54 kg)
- Dolžina: 24 ft 1 in (7.3 m)
- Razpon kril: 33 ft 4 in (10,2 m)
- Višina: 8 ft 6 in (2,6 m)
- Površina kril: 160 ft² (14,9 m²)
- Aeroprofil: NACA 2412 (koren krila) → NACA 0012 (konica krila)
- Teža praznega letala: 1 101 lb (499 kg)
- Maks. vzletna teža: 1 670 lb (757 kg) 
⦁ Max ramp (taxi) teža: 1 675 lb (760 kg)
- Pogon letala: 1 ×  Bokser Lycoming O-235-L2C, 110 KM (82 kW) 69-inčni (175 cm), dvokraki, s fiksim krakom original McCauley ali menjan STC Sensenich propeler
- Load Factor: +4.4G, -1.76G (+6G, -3G Aerobat varianta) z izvlečenimi zakrilci +3.5G, -0G

 Zmogljivost 
- Neprekoračljiva hitrost: 145 vozlov (172 vozlov Aerobat varianta)
- Maks. hitrost: 109 vozlov na nivoju morja (125 mph, 202 km/h) 112 vozlov MSL poln plin
- Potovalna hitrost: 87-106 vozlov (100-122mph, 161-196km/h) na MSL pri 55% in na višini 8500 ft (2600 m), pri 75% moči
- Hitrost porušitve vzgona: 43 vozlov (49 mph, 79 km/h) brez moči, brez zakrilic
- Hitrost porušitve vzgona: 35 vozlov (40 mph, 65 km/h) z zakrilci
- Doseg: 414 nm (477 mi, 768 km) s standardnimi rezervoarji 26 USGAL (98 litrov)
- Extended range 690 nm (795 mi, 1 280 km, 7 h) z rezervoarji za dolg doseg 39 USGAL (148 litrov)
- Trajanje leta: 7.5 h pri 55% oz. 9 h pri 45% moči
- Višina leta: 14 700 ft (4 480 m)
- Hitrost vzpenjanja: 715 ft/min (3,6 m/s)
- Jadralno število: 1:9.7 pri 60 KIAS (111 km/h) - 3 km iz 1000 ft
- Maks. obremenitev krila: 10,44 lb/ft² (51 kg/m²)
- Max. razmerje potisk/teža: 0.066 KM/lb (108 W/kg)
- Best Angle of climb Vx: 55 kts (102 km/h)
- Best Rate of climb Vy: 67 kts (125 km/h)
- Pristajalna hitrost Vapp: 70 kts (130 km/h)
- Takeoff roll: 725 ft (221 m), rotacija pri 50 kts
- Landing roll: 475 ft (145 m), 50ft nad pragom hitrost prileta 54 kts
- Takeoff distance to 50 ft (15 m): 1.340 ft (408 m)
- Landing distance from 50 ft (15 m): 1.200 ft (370 m)

Letalska elektronika

tovarniška prvo vgradnja: *NAV/COM BendixKing KX155 *ADF BendixKing Honeywell KR 87, *Audio Panel BendixKing KMA 24, * DME BendixKing DME KN62A

starejši retrofit STC: *GNSS Garmin GNS430W, *EDM Electronics International ali EDM J.P. Instruments 

 novejši retrofit STC: *GNSS/GPS/NAV/COMM/MFD Garmin GTN650 ADS-B, *PFD/HSI/STBY 3x Garmin G5, *Autopilot Garmin GFC 500, *Second COM/NAV Garmin GNC 255, *Transponder Garmin GTX 345